# Nieprzyjemność w klubie Bellona
Nieprzyjemność w klubie Bellona (The Unpleasantness at the Bellona Club) – powieść kryminalna z 1928 autorstwa Dorothy L. Sayers, z jej ulubioną postacią Lorda Peter Wimsey.

## Fabuła
W londyńskim klubie Bellona umiera stary generał Fentiman. Nikt jednak nie wie, o której dokładnie godzinie. W tym samym dniu umiera jego zamożna siostra. W testamencie zastrzegła, że pieniądze po niej otrzyma rodzina Fentimana w przypadku śmierci jej przed bratem. Inaczej jej majątek przypadnie dalekiej krewnej Ann Dorland. Detektyw amator Lord Peter Wimsey postanawia pomóc w ustaleniu kto z rodzeństwa zmarł pierwszy.